# Gut Zumdahl

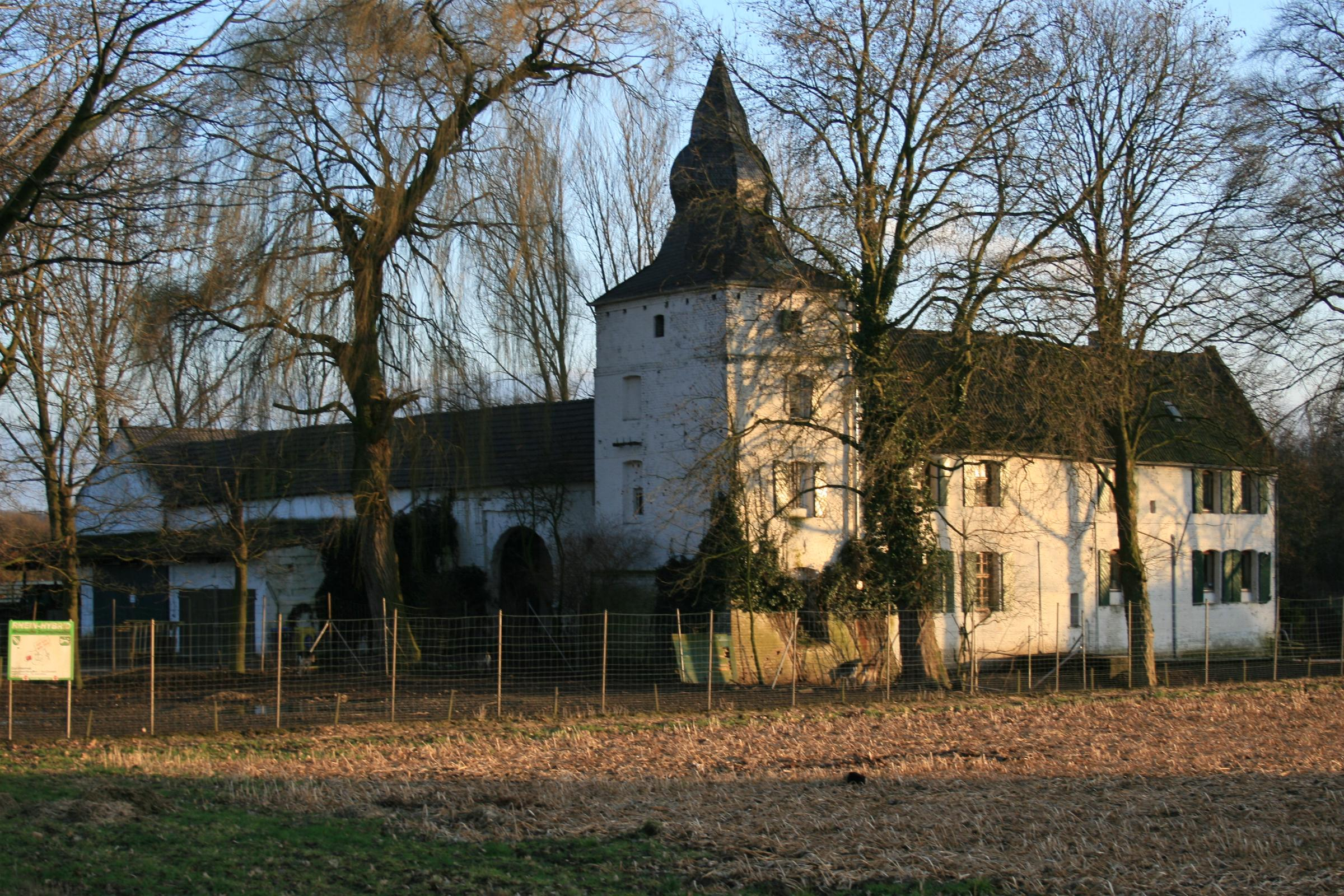
Gut Zumdahl, Nordansicht

Das Gut Zumdahl ist ein von Wassergräben umgebenes, ehemaliges Rittergut auf dem Gebiet der Stadt Geilenkirchen. Es steht im Wurmtal, an der L 42, zwischen den Orten Kogenbroich und Nirm.

## Geschichte
Die Geschichte des Hauses liegt weitgehend im Dunkeln. Nachrichten hierüber sind nur spärlich vorhanden. Bei Gut Zumdahl handelt es sich um ein Anwesen, das wahrscheinlich auf das 15. bis 16. Jahrhundert zurückgeht. Das als Besitz eines Herrn Graass im Codex Welser von 1723 abgebildete Haus Dahll könnte mit Zumdahl identisch sein. 
Nach Edmund Renard (siehe Lit.) stammt möglicherweise ein Jacobus de Valle sive Dhall, 1498 Propst zu Heinsberg, von Haus Zumdahl. Vor 1846 war das Anwesen im Besitz eines Theodor Anstrup, danach im Besitz der Familie Havers und später der Familie Schoen. Um das Jahr 1900 gehörte die Anlage einer Frau Oberlandesgerichtsrat Schoen aus Colmar.

## Gebäude
Gut Zumdahl besitzt einen nahezu rechteckigen Grundriss und ist von einem Wassergraben umgeben. Sein quadratischer Eckturm, dem sich ein schlichtes Wohnhaus aus dem 18. Jahrhundert anschließt, stammt aus dem 15. bis 16. Jahrhundert.